# Uazabaa
Uazabaa (en georgiano: უაზაბაა; en armenio: Ուազաբաա; en abjasio: Уазабаа) es una aldea que pertenece a la parcialmente reconocida República de Abjasia, parte del distrito de Sujumi, aunque de iure pertenece al municipio de Sojumi de la República Autónoma de Abjasia de Georgia.

## Geografía
Uazabaa se encuentra en las estribaciones montañosas de Abjasia, a 14 km de Sujumi. La aldea se administra desde el pueblo de Zemo Eshera.

## Historia
La aldea fue fundada por armenios que llegaron de los pueblos circundantes de Samsun y Ordu en 1885.

## Demografía
La evolución demográfica de Uazabaa entre 1959 y 1989 fue la siguiente:
| 97                                                  | 130 |
| (Fuente: Population of Abkhazia since Soviet times) |     |

Antes de la guerra de Abjasia, la mayoría de la población local eran armenios.

## Economía
La población se dedica al cultivo de tabaco, maíz, cítricos, horticultura, ganadería, producción lechera y avicultura.  

## Infraestructura

### Educación
El pueblo tenía una escuela primaria armenia y un club-cine.